# Nifurtimox
Nifurtimox es un 5-nitrofurano comercialmente distribuido como Lampit(R) por Bayer y se emplea en el tratamientos de las  tripanosomiasis incluyendo enfermedad de Chagas y la enfermedad del sueño. Se administra por vía oral y parenteral. El término MeSH de este medicamento es 23256.
Actúa por la formación de radicales libres y/o metabolitos electrofílicos. El grupo nitro se reduce a un grupo amino por la acción de una aminoreductasa.

## Farmacocinética
Farmacocinéticamente, el nifutrimox se absorbe bien después de la administración oral y se elimina con una vida media plasmática de 3 horas. Se administra a dosis de 8 a 10 mg/Kg/día fraccionados en 3 o 4 dosis por vía oral durante 3 a 4 meses en el tratamiento de la enfermedad de Chagas.

## Usos clínicos
El nifurtimox disminuye la gravedad de la enfermedad aguda y suele eliminar los parásitos detectables, pero a menudo es ineficaz para evitar el avance de los síndromes digestivos y cardíacos que se asocian a la infección por Trypanosoma cruzi. La eficacia puede variar en distintas regiones de Sudamérica, posiblemente a causa de la resistencia al fármaco en algunas zonas. El nifurtimox parece no ser eficaz en el tratamiento de la enfermedad de Chagas crónica. Presenta cierta acción en Leishmaniosis Tegumentaria Americana.

## Efectos adversos
Entre los efectos adversos se encuentran:
- Náusea
- Vómito (emesis)
- Dolor abdominal
- Fiebre
- Exantema
- Inquietud
- Insomnio
- Neuropatías y
- Convulsiones

Estos efectos por lo general son reversibles pero que a menudo dan lugar a un cese en el tratamiento antes de que termine el ciclo.